# Автомобільний акумулятор

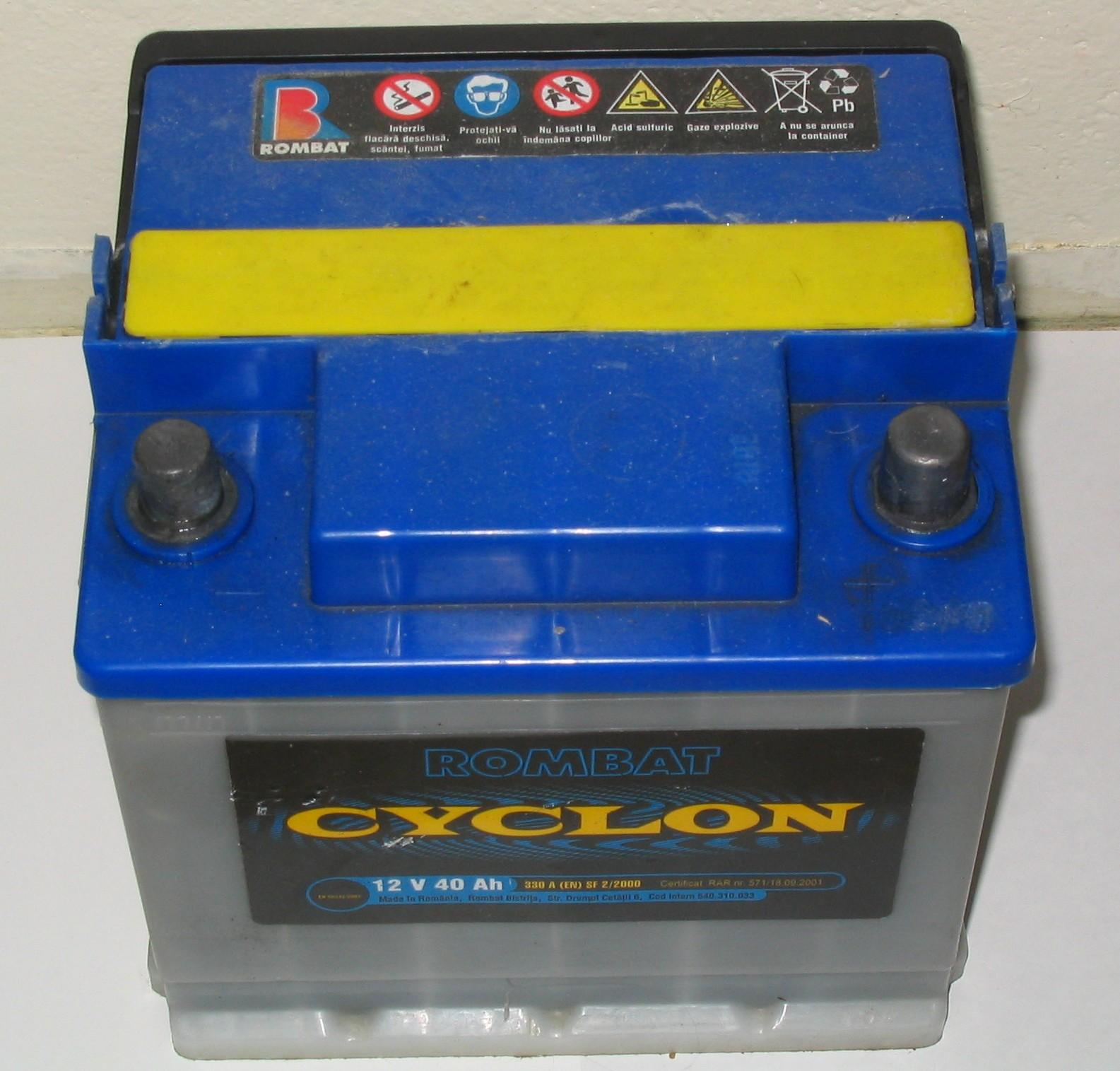
Типовий свинцево-кислотний автомобільний акумулятор на 12 В, 40 Ач

Автомобільна батарея або автомобільний акумулятор — електричний акумулятор, яка використовується для запуску механічного транспортного засобу.
Його головна мета полягає в тому, щоб забезпечити електричним струмом електричний пусковий двигун, який, у свою чергу, запускає хімічний двигун внутрішнього згоряння, який фактично приводить у рух автомобіль.
Коли двигун працює, живлення для електричних систем автомобіля все ще забезпечується акумулятором, а генератор змінного струму заряджає акумулятор у міру збільшення або зменшення потреб.